# Сума (приток Систы)
Сума (в верховье Извар) — река в Кингисеппском районе Ленинградской области, левый приток Систы. Длина реки — 52 км, площадь водосборного бассейна — 222 км².

## Общие сведения
Река берёт начало из болота Корчанский Мох, до усадьбы Утешение именуется ручей Извар. Устье реки находится в 30 км от устья Систы по её левому берегу. Река Сума, приблизительно на 17 километре, проходит через водохранилище, созданное в 1970-х годах. Интересно, что данное водохранилище не имеет официального названия.

## Достопримечательности
Одно из самых интересных мест — каньон на берегу реки в 2 км от деревни Кайболово, образовавшийся несколько тысяч лет назад. В XI веке народом племени водь было сделано земляное укрепление в месте, где река поворачивает на 180°, которое считается древнейшим военно-оборонительным сооружением в регионе. По преданию, здесь укрывались язычники от войск новгородцев, хотевших обратить их в христианство.
Близ деревни Кайболово, на реке Сума стояла мукомольная мельница полковника Шемиота

## Притоки
- Толбовка
- Индыш

## Населённые пункты
Утешение, Домашово, Фалилеево, Крупино, Ряттель, Ундово.

## Данные водного реестра
По данным государственного водного реестра России относится к Балтийскому бассейновому округу, водохозяйственный участок реки — Реки бассейна Финского залива от северной границы бассейна реки Луги и до южной границы бассейна реки Невы. Относится к речному бассейну реки Нарва (российская часть бассейна), речной подбассейн отсутствует.
Код объекта в государственном водном реестре — 01030000712202000025502.

## Галерея
- Руины мельницы полковника Шемиота на реке Сума
- Водохранилище на реке Сума
- Берег водохранилища
- Место вытекания реки Сумы из водохранилища